# Хурама-Твар
Хурама́-Твар (чув. Хурама Тӑвар) — посёлок в Батыревском районе Чувашской Республики. Входит в состав Тарханского сельского поселения.

## География
Находится в юго-восточной части Чувашии на расстоянии приблизительно 20 км на юго-запад по прямой от районного центра села Батырево.

## История
Основан в 1924 году как посёлок Великий Октябрь переселенцами из деревень Шаймурзино, Нижнее Турмышево, Верхнее Атыково и села Тарханы. Позже в состав посёлка вошли близлежащие посёлки Калиновка, Лукояновка, Сибирякова. С 1939 года упоминается название Хорама Твары по названию окружающей местности. В 1926 году учтено 10 дворов и 45 жителей, в 1939 94 жителя, в 1979 году − 255. В 2002 году 58 дворов, в 2010 — 39 домохозяйств. В годы коллективизации образован колхоз «XI лет Чувашии», в 2010 году работал СХПК «Хастар».

## Население
Население составляло 140 человек (чуваши 100 %) в 2002 году, 104 в 2010.